# 津田みわ
津田 みわ（つだ みわ、1964年 - ）は、日本の地域研究者。独立行政法人日本貿易振興機構アジア経済研究所主任研究員。
主な研究対象はケニア、特にケニアの憲法改正問題に取り組む。

## 経歴
慶應義塾大学法学部政治学科卒業。同大大学院法学研究科政治学専攻修士課程修了。
1987年からケニア研究に着手し始めた。
1989年4月、アジア経済研究所 総合研究部、地域研究部（アフリカ） 研究員。
1994年9月、ナイロビ大学 開発研究所 (IDS) 研究員。
1998年7月、日本貿易振興会アジア経済研究所 地域研究第２部 研究員。
2003年10月、日本貿易振興機構アジア経済研究所 新領域研究センター 国際関係・紛争研究グループ。
2007年4月、東京医科歯科大学 教養部 講師。
2008年4月、神田外語大学 非常勤講師。
2011年4月、日本貿易振興機構 アジア経済研究所 地域研究センター アフリカ研究グループ 主任研究員